# Сент-Бисский маяк
Сент-Бисский маяк (англ. St Bees Lighthouse) — маяк, расположенный на мысе Сент-Бис (St Bees Head) недалеко от деревни Сент-Бис (St Bees) в графстве Камбрия, Великобритания.
Первое здание маяка на этом мысе появилось в 1718 году благодаря Trinity House. Оно было построено Томасом Лютвигом (Thomas Lutwige). Башня была 9 метров высотой и составляла 5 метров в диаметре. Чтобы возместить расходы на строительство, Лютвиг брал плату в три с половиной пенса за тонну груза, перевозимого судами в близлежащие порты. Маяк был уничтожен в 1822 году.
На его месте Джозеф Нельсон (Joseph Nelson) построил жилой дом, который используется и сегодня. Башня, расположенная рядом с домом, составляет 17 метров в высоту и расположена в среднем на высоте 102 метра над уровнем моря. В межвоенный период маяк был использован в качестве обозначения поворота на остров Мэн. Во время Второй мировой войны местное ополчение использовало его для отработки стратегии защиты/атаки. К 1987 году маяк была полностью электрифицирован и автоматизирован.